# Johan Sjöstrand
Johan Sjöstrand (Skövde, 1987. február 26. –) olimpiai ezüstérmes svéd kézilabdázó, jelenleg az MT Melsungen kapusa.

## Karrierje
Karrierjét szülővárosa csapatában, az IFK Skövde HK-ban kezdte. 2009-ben Németországba, a Flensburg csapatába igazolt. 2010-ben az FC Barcelona szerződtette a visszavonuló David Barrufet helyére. A Barcelonával a spanyol bajnoki címek mellett sikerült megnyernie a Bajnokok ligáját is.
A svéd válogatottban 2008-ban mutatkozott be, legnagyobb sikerét a 2012-es olimpián érte el, ahol ezüstérmes lett.

## Külső hivatkozások
- Adatlapja az EHF oldalán (angol nyelven). EHF. (Hozzáférés: 2016. szeptember 21.)[halott link]